# Cyclochlamys aperta
Cyclochlamys aperta is een tweekleppigensoort uit de familie van de Cyclochlamydidae. De wetenschappelijke naam van de soort is voor het eerst geldig gepubliceerd in 2012 door Dijkstra & Maestrati.